# Нитчатая райская птица
Нитчатая райская птица (лат. Seleucidis melanoleucus) — вид воробьинообразных птиц из семейства райских птиц (Paradisaeidae), который выделен в монотипический род нитчатых райских птиц (Seleucidis). Подвидов не выделяют. Представители вида питаются, в основном, фруктами и членистоногими.
Птица обитает в лесах на острове Новая Гвинея, а также на небольшом индонезийском острове Салавати.
Вид занесён в Приложение 2 Конвенции CITES, что означает возможность попадания под угрозу исчезновения в случае неконтролируемой торговли образцами этого вида.

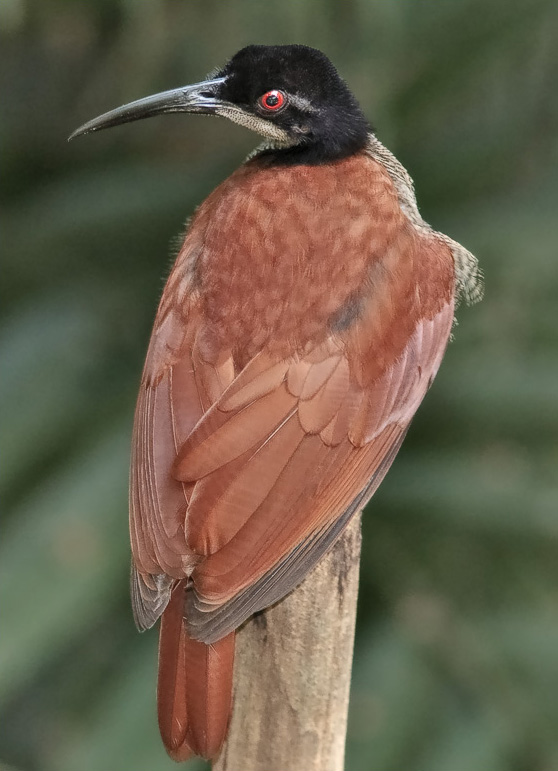
Самка
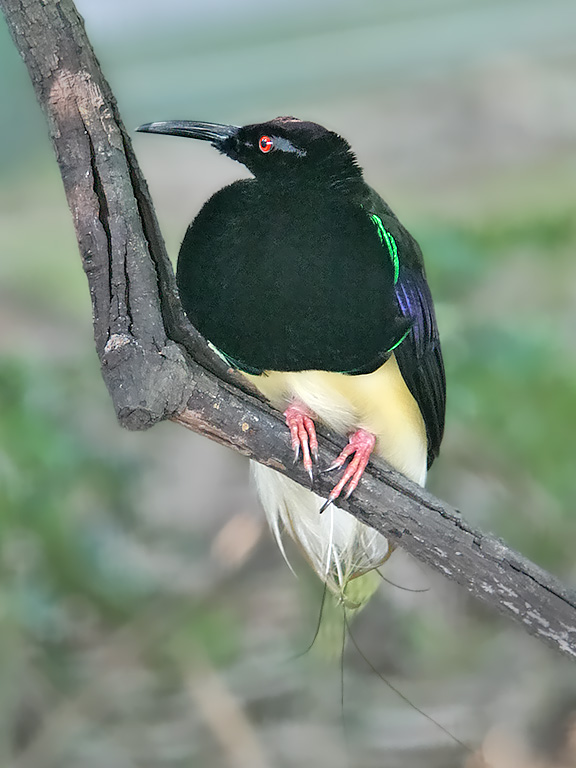
Самец
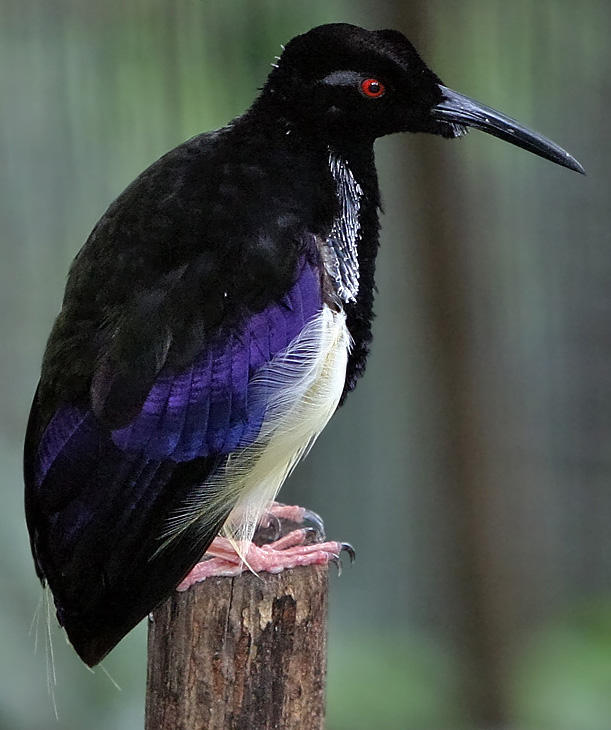
Самец